# Charleville Castle
Charleville Castle (irisch Caisleán Bhaile an Bhóthair) ist eine Niederungsburg im neugotischen Stil an der Stadtgrenze von Tullamore im irischen County Offaly. Das Gebäude in der Nähe des Flusses Clodiagh gilt als eines der schönsten seiner Art im Lande.

## Geschichte
Das erste Herrenhaus, das an der Stelle des heutigen Charleville Castle errichtet wurde, hatte Thomas Moore um 1641 in Auftrag gegeben. Das Anwesen fiel an Charles Moore, 1. Earl of Charleville, den Enkel von Thomas Moore, und als dieser 1674 starb, fiel es über dessen Schwester Jane an Charles William Bury. 1806 wurde Bury zum 1. Earl of Charleville (2. Verleihung) erhoben. Der neue Earl beschloss, ein neues Haus auf dem Anwesen errichten zu lassen. 1798 beauftragte er den Architekten Francis Johnson mit dem Entwurf des neuen Hauses, das in den Jahren 1800 bis 1812 errichtet wurde.
Die Burg war wegen finanziellen Problemen des Eigentümers nicht durchgehend bewohnt. Als sie wieder genutzt wurde, wurden neue Räume hinzugefügt und andere renoviert. In diesem Zuge gestaltete William Morris die Decke des Speisezimmers. In der Burg war auch Lord Byron zu Gast, der dort viele Partys abhielt. Einst befand sich ein Gemälde mit dem Titel Henry VIII, Act V, Scene 4 des Malers Matthew William Peters in der Burg; es wurde 1970 entfernt und befindet sich heute in einer kanadischen Sammlung.
Ab 1912 war die Burg unbewohnt. Colonel Howard Bury wohnte stattdessen in Belvedere House in County Westmeath. 1968 war das Dach von Charleville Castle entfernt worden. Die Restaurierungsarbeiten wurden 1971 von Michael McMullen begonnen und dann von Constance Heavey Seaquist und Bonnie Vance fortgeführt. Ein gemeinnütziger Verein wurde zur finanziellen Unterstützung der Restaurierung gegründet.

## Heute
Heute leitet Dudley Stewart den Charleville Castle Heritage Trust; die täglichen Arbeiten werden von Freiwilligen erledigt. Auf der Burg fanden zahlreiche Veranstaltungen statt, z. B. Fright Nights, eine Auktion und ein Theaterstück des English Chamber Theatre namens Dearest Nancy, Darling Evelyn. Später wurden dort das Mór Festival  und sein Nachfolger, das Castlepalooza, ausgerichtet. Facefest, ein gemeinnütziges Festival, fand mehrere Jahre lang am Summer Solstice Weekend auf Charleville Castle mit großem Erfolg statt. Jetzt ist die Burg auch eine globale Expeditionsbasis des The Explorers’ Museum zu Ehren von Charles Howard-Bury.
Die Burg selbst soll eines der am meisten von Geistern heimgesuchten Gebäude in Europa sein; sie wurde in den Sendungen Most Haunted von Living TV und Scariest Places on Earth von Fox erwähnt. Der berühmteste dieser Geister ist ein kleines Mädchen namens Harriet, die nach dem Sturz in ein Treppenhaus starb. Charleville Castle besuchten auch zahlreiche „paranormale Forscher“. Auch Sir Simon Marsden fotografierte es, sodass es in seinen Sammlungen auftaucht. In Ghost Hunters International besuchte ein US-amerikanisches Geisterjäger-Team das Anwesen. Es diente 2007 als Drehort für die Filme Geliebte Jane und Jane Austen’s Northanger Abbey. Zusammen mit Ashford Castle im County Mayo wurde Charleville Castle auch 2013 als Filmset für French Court im Pilotfilm des mittelalterlichen Dramas Reign von CW genutzt.
Ein mit der Burg verbundener Baum, der King Oak Tree, wurde 2013 als „europäischer Baum des Jahres“ nominiert. Man sagt, dass, immer wenn ein Ast vom Baum abbricht, ein Familienmitglied der Burys stirbt.